# Chiến tranh Nam Ossetia 2008
Chiến tranh Nam Ossetia 2008 là cuộc chiến tranh trên bộ, trên không và trên biển giữa một bên là Gruzia và một bên là các khu vực ly khai, Nam Ossetia và Abkhazia, cùng với Liên bang Nga. Nó được xem là cuộc chiến tranh châu Âu đầu tiên trong thế kỷ 21.
Những cuộc chạm súng lẻ tẻ đã bùng nổ thành một cuộc chiến vào sáng sớm ngày 7 tháng 8 năm 2008, mở đầu bằng cuộc tấn công của quân đội Gruzia vào khu vực ly khai Nam Ossetia. Ngày hôm sau quân đội Nga đã tấn công lại các đơn vị Gruzia tại Nam Ossetia rồi sau đó tiến sâu vào lãnh thổ Gruzia .
Một thỏa thuận ngừng bắn sơ bộ đã được Gruzia và Nga ký kết vào ngày 15 tháng 8 năm 2008. Quân đội Nga đã tuyên bố một kế hoạch rút quân trong vòng 10 ngày ra khỏi các vị trí đóng quân, trong khi các quan chức Gruzia bày tỏ sự không hài lòng với tỷ lệ và quy mô cuộc rút quân, cùng với việc hiện diện thường xuyên của quân đội Nga tại thành phố cảng Poti của Gruzia.
Số lượng người tị nạn từ Nam Ossetia sang Nga đã lên đến con số 34.000 người trên tổng dân số 70.000 dân của khu vực này. Trong khi đó đến ngày 18 tháng 8, có khoảng 68.000 người gốc Gruzia phải bỏ nhà cửa vì cuộc giao tranh.
Vào ngày 26 tháng 8, trong khoảng thời gian đình chiến, Nga đã chính thức công nhận nền độc lập của Nam Ossetia và Abkhazia. Gruzia bác bỏ hoàn toàn động thái này để bảo toàn sự toàn vẹn lãnh thổ; một số quốc gia phương Tây như Hoa Kỳ và Đức cũng phản đối quyết định này và cho rằng nó vi phạm luật pháp quốc tế. Toàn bộ 7 nước thuộc khối G7 cũng cho rằng Nga đang xâm phạm quyền toàn vẹn lãnh thổ của Gruzia khi công nhận nền độc lập tại hai tỉnh ly khai Nam Ossetia và Abkhazia của Gruzia.
Sau chiến tranh nền độc lập của Nam Ossetia được Nga, Venezuela, Nicaragua và Nauru công nhận. Còn lại 189 trên tổng số 193 quốc gia thành viên của Liên Hợp Quốc không chính thức công nhận sự độc lập đó.

## Bối cảnh
Ossetia nằm bên dãy Caucasus và được chia thành hai phần: Bắc Ossetia là một nước cộng hòa thuộc Nga, còn tỉnh Nam Ossetia vốn thuộc Gruzia nhưng đã tuyên bố ly khai kể từ cuộc xung đột đầu những năm 1990, tuy nhiên về mặt ngoại giao, nước cộng hòa tự xưng Nam Ossetia chưa được bất cứ quốc gia nào trên thế giới công nhận. Chính quyền ly khai muốn sáp nhập vào Nga, nhưng Gruzia kiên quyết khẳng định đây vẫn là lãnh thổ của họ dù Tbilisi đã mất quyền kiểm soát thực tế khu vực này trong 15 năm và hầu hết dân cư Nam Ossetia có quốc tịch Nga. Theo một thỏa thuận ngưng bắn từ thập niên 90, tại Nam Ossetia đang có một lực lượng bảo vệ hòa bình gồm quân Nam Ossetia, Nga và Gruzia trú đóng tại đây.
Theo Le Monde thì người Nga đã chuẩn bị để siết chặt Gruzia từ lâu. Từ mùa xuân, công binh Nga đã bắt đầu sửa đoạn đường của Abkhazia nối giữa Otchamtchira (cảng biển nơi 5.000 quân Nga đổ bộ ngày 10 tháng 8) và Sukhumi (thủ phủ Abkhazia). Thủ tướng Nga Vladimir Putin thì chờ một cơ hội. Cũng theo tờ Le Monde trích từ một nguồn tin cao cấp từ Bộ Quốc phòng của một nước châu Âu, hạm đội Hắc Hải Nga không thể nào trong một thời gian ngắn chỉ vài ba giờ đồng hồ mà có thể cập cảng của Gruzia và sự phối hợp của quân Nga khi tiến vào Gruzia chứng tỏ họ có sự chuẩn bị trước. Các chuyên gia cho rằng không thể nào trong 48 tiếng mà Nga có thể đưa được 20.000 quân cùng 2.000 xe tăng sang Gruzia mà lại không chuẩn bị gì.
Phía Mỹ khoảng giữa tháng Tư cho tới lúc chiến tranh bắt đầu đã liên tục cảnh báo Gruzia không được đáp trả những khiêu khích của Nga và cũng không được mở chiến dịch quân sự sang các vùng ly khai. Người Mỹ theo dõi các cuộc tập trung quân đội của Nga ở Bắc Kavkaz và đã báo trước cho Tổng thống Mikhail Saakashvili rằng phía Nga sẽ tấn công lại rất mạnh.

## Diễn biến
- 1 tháng 8 - Vào khuya ngày này, các cuộc giao tranh dày đặc bắt đầu giữa quân đội Gruzia và lực lượng vũ trang Nam Ossetia. Gruzia cho rằng những người muốn Nam Ossetia ly khai đã nã pháo vào các ngôi làng của Gruzia và vi phạm lệnh ngừng bắn. Nam Ossetia phủ nhận đã kích động xung đột[30].
- 2 tháng 8 - Những người Nam Ossetia bắt đầu sơ tán sang Nga.

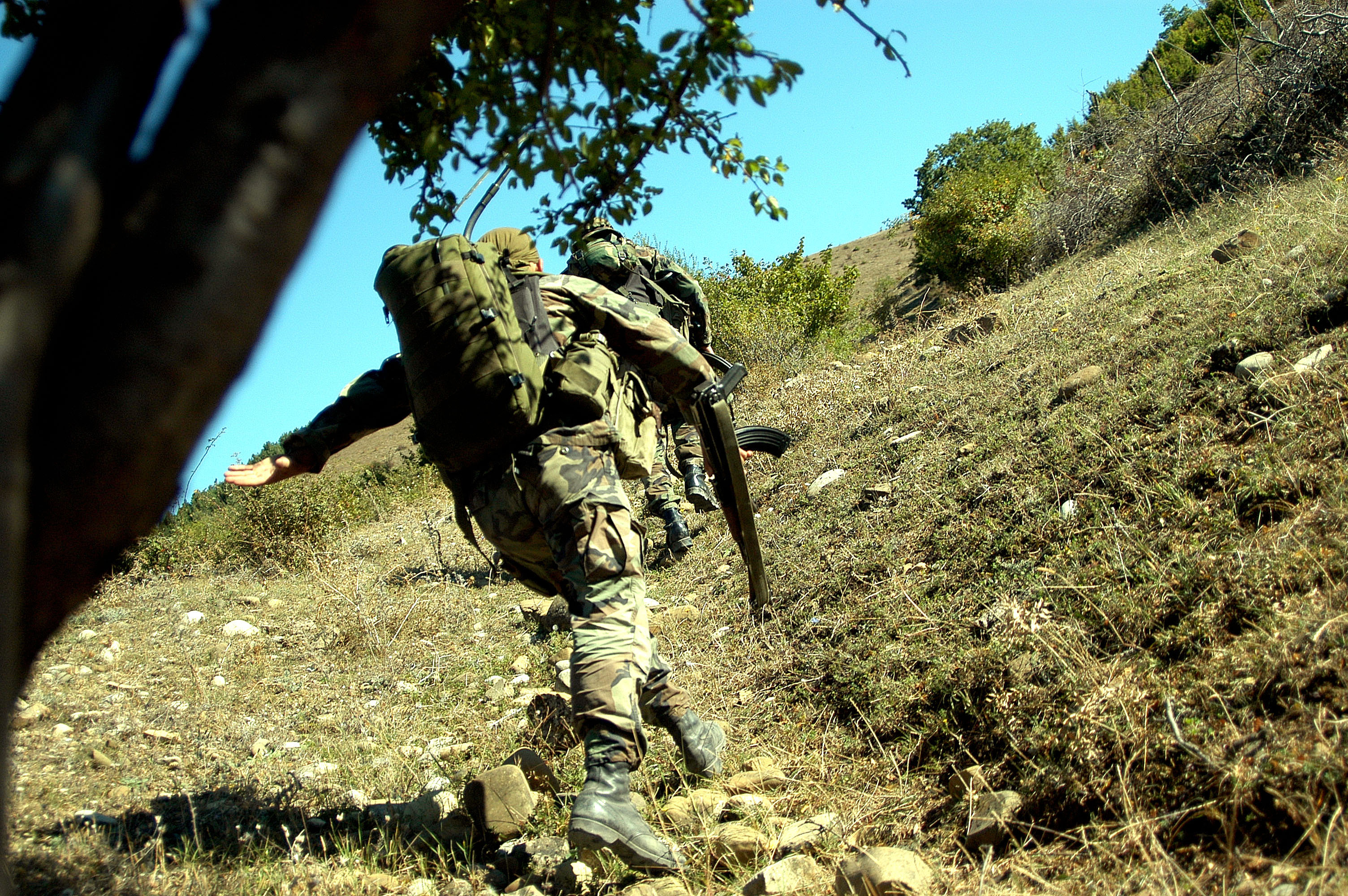
Người lính Gruzia thuộc Tiểu đoàn 113 đang tham gia chiến đấu tại Nam Ossetia

- 5 tháng 8 - Đại sứ Nga Yuri Popov cảnh cáo rằng Nga sẽ tham dự nếu nổ ra tranh chấp[31][32]. Dmitry Medoyev, đại diện của tổng thống Nam Ossetia, đã tuyên bố tại Moskva: "Đã có nhiều tình nguyện viên gia nhập, chủ yếu từ Bắc Ossetia" vào Nam Ossetia[33][34].
- 7 tháng 8 - Tổng thống Mikheil Saakashvili ra lệnh cho quân đội Gruzia ngừng bắn[35][36]. Tuy nhiên, các cuộc giao tranh vẫn nổ ra ngày một nhiều hơn[37][38]. Nhiều giờ sau khi công bố ngừng bắn, trong một bài phát biểu trên truyền hình, Mikheil Saakashvili thề sẽ khôi phục quyền điều khiển của Tbilisi lên cái mà ông gọi là "chế độ tội ác" tại Nam Ossetia và Abkhazia và lập lại trật tự[38]. Trong suốt đêm cho đến sáng sớm, Gruzia tiến hành một cuộc tấn công quân sự nhằm bao vây và chiếm giữ thủ phủ của nước Cộng hòa Nam Ossetia ly khai, Tskhinvali[39] vì vậy đã phá vỡ những thỏa thuận ngừng bắn năm 1992 và băng qua khu vực an ninh được thành lập theo thỏa thuận đó[40]. Những đợt pháo dữ dội, trong đó có rốc-két của Gruzia đổ xuống Nam Ossetia[41] biến nhiều phần của thành phố này trở thành đống đổ nát, tạo ra một cuộc khủng hoảng nhân đạo mà những nguồn tin của chính quyền Nga gọi đó sự diệt chủng. Tin tức về cuộc pháo kích được báo chí Nga đưa tin liên tục trước khi xảy ra các phản ứng quân sự sau đó, mà theo như Nga tuyên bố là để bảo vệ người dân Nam Ossetia chống lại điều mà họ gọi là "sự diệt chủng của quân đội Gruzia"[42]. Nga cho rằng có đến 2.000 người chết tại Tskhinvali sau cuộc pháo kích[43]. Mức độ thương vong của dân thường sau đó vẫn còn là điều tranh cãi của các nguồn tin[44].  Tổng thống Saakashvili sau đó tuyên bố rằng phía Nga đã đưa xe tăng vào vùng tranh chấp trước khi ông ra lệnh cho quân đội Gruzia tấn công[45]. Theo lời đề nghị của Nga, Hội đồng Bảo an Liên Hợp Quốc đã tổ chức cuộc thảo luận vào lúc 4 sáng ngày 8 tháng 8 (theo giờ UTC), tiếp đó là một cuộc họp mở rộng vào lúc 6 giờ 15 phút sáng, có cả Gruzia tham gia. Trong cuộc nhóm họp đó, các thành viên Hội đồng đã thảo luận về một thông cáo báo chí kêu gọi chấm dứt chiến tranh. Tuy nhiên, họ không thể đi đến thống nhất[46].
- 8 tháng 8 - Vào buổi sáng, Gruzia tuyên bố đã bao vây thành phố và chiếm được tám làng của Nam Ossetia[47]. Một kênh truyền hình độc lập của Gruzia đã thông báo rằng quân đội Gruzia đã giành được quyền kiểm soát thành phố[48]. Nga gửi quân đội vượt qua biên giới Gruzia, tiến vào Nam Ossetia. Trong vòng năm ngày giao tranh, quân đội Nga đã giành được khu vực thủ phủ Tskhinvali, đẩy lùi quân Gruzia, và tiêu diệt phần lớn cơ sở hạ tầng quân sự của Gruzia bằng cách không kích sâu bên trong lãnh thổ của quốc gia này[49].

Bản đồ giản lược của cuộc chiến

- 9 tháng 8 - Một động thái diễn ra tại khu vực Biển Đen ngoài khơi Abkhazia dẫn đến việc Hải quân Nga đánh đắm một chiếc tàu ngư lôi của Gruzia. Nga tuyên bố rằng tàu Gruzia đã xâm nhập khu vực an toàn của tàu chiến Nga, và hành động của Hải quân Nga là đúng với luật pháp quốc tế. Mặt trận thứ hai được mở do quân đội của nước Cộng hòa Abkhazia ly khai của Gruzia tại thung lũng Kodori, khu vực duy nhất của Abkhazia mà trước chiến tranh vẫn thuộc quyền kiểm soát của chính phủ Gruzia. Phần lớn quan sát viên quốc tế bắt đầu kêu gọi một giải pháp hòa bình cho cuộc xung đột[50]. Liên minh châu Âu và Hoa Kỳ bày tỏ sự sẵn sàng gửi một phái đoàn hỗ hợp để cố gắng thương thảo một hiệp ước ngừng bắn[51].
- 11 tháng 8 - Nga từ chối đối thoại hòa bình với Gruzia cho đến khi nước này rút khỏi Nam Ossetia và ký một hiệp ước ràng buộc hợp pháp tuyên bố không sử dụng quân đội chống lại Nam Ossetia và Abkhazia[52]. Vào đêm đó, lính dù Nga đóng tại Abkhazia đã thực hiện cuộc đột kích sâu bên trong lãnh thổ Gruzia để phá hủy các căn cứ quân sự mà từ đó Gruzia có thể gửi quân cứu viện đến quân đội đang bị giam chân tại Nam Ossetia. Quân đội Nga cũng đã tấn công rồi rút khỏi căn cứ quân sự ở gần thị trấn Senaki bên ngoài Abkhazia vào ngày 11, phá hủy hoàn toàn căn cứ đó[53]. Gori bị quân Nga pháo kích và ném bom trong khi quân đội Gruzia và phần lớn dân cư của Quận Gori rút chạy[54][55][56]. Vì Gori nằm trên trục đường chính của Gruzia, sự chiếm đóng của quân Nga, cùng với việc phá hủy các cầu đường sắt, đã chia cắt sự liên lạc và hậu cần của Gruzia làm hai.
- 12 tháng 8 - Tổng thống Nga Medvedev tuyên bố ông đã ra lệnh chấm dứt chiến dịch quân sự tại Gruzia[57] Sau đó, cũng vào ngày này, tổng thống Nga đã thông qua kế hoạch hòa bình 6 điểm do Chủ tịch luân phiên của Liên minh châu Âu, Nicolas Sarkozy, làm trung gian tại Moskva; cả hai bên dự định sẽ ký nó vào ngày 17[58]. Quân đội Nga đi qua cảng Poti, và chiếm các vị trí xung quanh cảng[59].
- 13 tháng 8 - Tất cả quân đội Gruzia còn lại, cùng với ít nhất 1.500 dân thường tại thung lũng Kodori đã lui về phía Gruzia kiểm soát[60][61]. Người ta nhìn thấy quân đội Nga trên đường từ Gori đến Tbilisi nhưng dừng lại ở phía bắc, cách Tbilisi khoảng 1 giờ đồng hồ xe chạy, rồi đóng quân tại đó. Quân đội Gruzia vẫn kiểm soát đoạn đường dài sáu dặm (khoảng 10 km) ngoài Tbilisi[62][63].
- 14 tháng 8 - Những nỗ lực thiết lập những nhóm tuần tra chung gồm cảnh sát Gruzia và Nga đã đổ vỡ do sự mâu thuẫn ra mặt giữa các thành viên của nhóm[64][65][66].
- 15 tháng 8 - Reuters nói rằng quân đội Nga đã tiến thêm 34 dặm (55 km) về phía Tbilisi, khoảng cách gần nhất từ đầu cuộc chiến; họ dừng lại ở Igoeti 41°59′22″B 44°25′4″Đ / 41,98944°B 44,41778°Đ, một giao lộ quan trọng. Vào ngày hôm đó, Ngoại trưởng Hoa Kỳ Condoleezza Rice đã đi đến Tbilisi, nơi Saakashvili sẽ ký kế hoạch hòa bình 6 điểm dưới sự chứng kiến của bà[67][68].
- 16 tháng 8 - Quân Nga đã chiếm Poti, cũng như các căn cứ quân sự ở Gori và Senaki[69][70].
- 17 tháng 8 - Nhà báo Richard Galpin của BBC, người đã trải qua hai ngày đi từ cảng Biển Đen của Poti đến Tbilisi, nói rằng quân đội Gruzia dường như đang mất dần sự kiểm soát quốc lộ vào tay lính Nga[71]. Theo Gabriel Gatehouse của BBC, sự hiện diện của quân Nga tại Gori đã "giảm đáng kể" và có thể nhìn thấy các đoàn cứu trợ nhân đạo. Nhưng ông nói rằng lính Nga vẫn kiểm soát cửa ngõ ra vào chính của thị trấn[72].
- 19 tháng 8 - Quân đội Nga ở Poti bắt được 21 lính Gruzia xâm nhập thành phố. Họ bị giải tới căn cứ quân sự Nga tại Senaki; đã có những tranh cãi về việc những người này có được thả ra hay chưa[73]. Một số xe quân sự Nga rời Gori đến nơi chưa được xác định[74]. Cũng vào hôm đó, lính Nga và Gruzia trao đổi tù binh chiến tranh. Gruzia nói rằng họ đã đưa 5 lính Nga, để đổi 15 người Gruzia, trong đó có 2 thường dân[75].

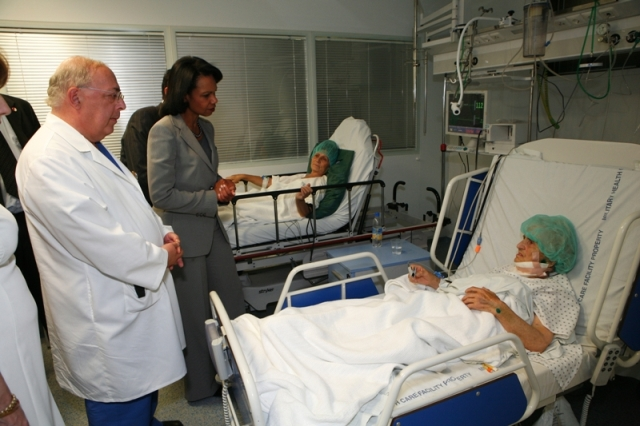
Ngoại trưởng Hoa Kỳ Rice thăm những người tỵ nạn bị thương tại Bệnh viện Trung tâm Tbilisi

- 22 tháng 8 - Ít nhất 40 xe chở lính Nga đã rời Gori; những đội quân Nga khác vẫn còn ở khu vực của Gruzia và đào công sự[76] ở bên ngoài Poti. Tại một cuộc họp báo, Đại tướng Anatoly Nogovitsyn nhấn mạnh rằng "Những lực lượng tuần tiễu này đã được dự tính trong thỏa thuận quốc tế, Poti nằm bên ngoài khu vực an ninh, nhưng điều đó không có nghĩa là chúng tôi sẽ ngồi đằng sau hàng rào để xem họ đi xung quanh trên những chiếc Hummer"[77]. Tổng thống Sarkozy đã cảm ơn Tổng thống Medvedev vì đã hoàn thành lời hứa liên quan đến việc rút quân Nga, trong khi nhấn mạnh tầm quan trọng của việc rút lui sớm sự hiện diện của quân đội Nga tại trục Poti / Senaki[78].

- 23 tháng 8 - Nga tuyên bố sẽ rút các lực lượng của mình về những đường biên mà họ cho rằng đã hoàn thành kế hoạch 6 điểm: bên trong Abkhazia, Nam Ossetia, và "hành lang an ninh" xung quanh Nam Ossetia. Phần lớn quân đội Nga rời khỏi đất Gruzia; mặt khác, những điểm chốt vẫn tồn tại trên quốc lộ từ Tbilisi đến Poti, cách Nam Ossetia 8 kilômét; hai trạm kiểm soát của Nga vẫn còn bên ngoài Poti[79].

## Nhân đạo
Cao ủy Liên Hợp Quốc về người tị nạn (UNHCR) ước tính, có từ 10.000 tới 20.000 người Gruzia và Nam Ossetia đã bị mất nhà cửa trong những ngày chiến tranh bùng nổ. Phía Nga thông báo có 30.000 dân, chiếm một nửa dân số Nam Ossetia, sơ tán tới Bắc Ossetia thuộc Nga (LHQ chỉ xác nhận có 1.500 người chạy sang Nga). Thủ phủ của Nam Ossetia là Tskhinvali dường như đã bị phá hủy hoàn toàn.
Phía Gruzia tuyên bố Nga "thanh lọc sắc tộc" trong khi người Nga lại cáo buộc Gruzia "diệt chủng" ở Nam Ossetia.

## Phản ứng quốc tế
Đa phần các nước EU đều không đồng tình với việc Nga dùng vũ lực tấn công Gruzia. Lãnh đạo các nước thành viên cũ của Liên bang Xô viết như Latvia, Litva, Estonia, Ukraina và Ba Lan đều cùng ủng hộ tổng thống Mikheil Saakashvili trong cuộc chiến chống Nga. Ngoại trưởng Mỹ Condoleezza Rice cũng lên tiếng cảnh báo Nga rằng họ có thể bị thế giới cô lập nếu không tuân thủ lệnh ngừng bắn với Gruzia và rút quân về nước còn các nước thuộc Nato cũng cho rằng họ "không thể tiếp tục quan hệ như cũ" với Nga.
EU và Nato cũng lo ngại sau 2 vùng ly khai của Gruzia, Nga sẽ nhắm tới các nước khác, chẳng hạn như Ukraina.
Tổng thống Hugo Chávez của Venezuela thì ủng hộ việc Nga công nhận nền độc lập của 2 vùng ly khai Nam Ossetia và Abkhazia. Chavez cho rằng Gruzia xâm lược Nam Ossetia và khẳng định sẽ ủng hộ lập trường chống đế quốc của Nga.. Ngoài Venezuela, còn có Nicaragua và Nauru công nhận nền độc lập của Nam Ossetia và Abkhazia. Nauru, đảo quốc Thái Bình Dương nhỏ bé với dân số hơn 9 nghìn người được ghi nhận là đã có được 50 triệu Đô la Mỹ tiền "viện trợ nhân đạo" từ Nga sau khi công nhận Nam Ossetia và Abkhazia. Việc Venezuela công nhận hai miền đất li khai này đã châm ngòi cho những hành động tương tự trên toàn Mỹ Latin, khiến cả châu Âu rối đầu vì việc này.
Trong khi các nước Ba Lan, Litva, Slovenia muốn EU có những hành động cứng rắn đối với Nga thì Ngoại trưởng những nước đang phụ thuộc năng lượng của Nga như Đức, Phần Lan, Pháp và các quốc gia khác lại chỉ đồng ý những hành động phản đối mang tính tượng trưng vì e ngại ảnh hưởng tới họ.
Các nước phương Tây, trong số đó có cả những quốc gia thành viên NATO, đã lên án Nga vì hành động ở Nam Ossetia và cáo buộc Moskva sử dụng lực lượng không cân xứng trong cuộc chiến này. Tuy nhiên, vài tháng sau đó một số chính trị gia châu Âu phải thừa nhận rằng, Gruzia cũng có trách nhiệm vì đã làm căng thẳng tình hình trong khu vực. Còn Ủy ban quốc tế độc lập, căn cứ theo kết quả điều tra tình hình xung đột vào hồi tháng 8/2008, đã kết luận, việc Nga đáp trả quân sự trong cuộc tấn công của Gruzia là hợp pháp vì hành động này của Nga chỉ mang tính chất phòng thủ. Bản báo cáo cũng đã quy cho Gruzia trách nhiệm chính trong cuộc chiến này. Những người điều tra nhận định rằng Tbilissi phải chịu trách nhiệm về việc châm ngòi chiến tranh và việc ném bom thủ phủ Tskhinvali của Nam Ossetia. Nhiều nhà phân tích cho rằng, bản báo cáo này có thể làm cho vị thế của tổng thống Gruzia Mikhail Saakashivili suy yếu hơn và góp phần thúc đẩy quá trình công nhận độc lập cho hai khu vực li khai của Gruzia.

## Thông tin thêm
Theo tạp chí quân sự Nga Moscow Defence Brief thì trong cuộc xung đột với Gruzia năm 2008, ít nhất hai trong số 6 máy bay Nga bị rơi ở Gruzia do không quân nước này bắn nhầm. Phó Tổng Tham mưu trưởng Anatoly Nogovitsyn bác bỏ thông tin trên nhưng bài báo trên còn cung cấp chi tiết từng máy bay bị rơi vào thời điểm nào, ở đâu và các phi công trên máy bay. Tổng tham mưu trưởng quân đội Nga đã tuyên bố Nga mất 4 máy bay. Tuy nhiên, chuyên gia quân sự Nga Said Aminov dẫn một nguồn tin không chính thức cho biết, Nga còn mất thêm 3 chiếc máy bay nữa trong cuộc chiến tại Nam Ossetia – 1 chiếc Su-24MR vào ngày 08/8, 1 chiếc Su-24M vào ngày 10 hoặc 11/8 và 1 chiếc Su-25 vào ngày 09/8 và cũng có thể thêm 1 chiếc trực thăng Mi-24. Chiếc Su-25, theo hàng loạt các nguồn tin, là "nạn nhân" bị quân đội Nga bắn lầm.

## Nhận định
- "Quân và dân Gruzia đã cầm súng chiến đấu với đối phương rất dũng cảm, họ chiến đấu là vì Tổ quốc cần họ, họ hi sinh là vì lòng yêu nước vô bờ bến"- Dmitry Medvedev, Tổng thống Nga.[88]
- "Trong suốt hơn 25 năm theo dõi tình hình ngoại giao quốc tế, chưa bao giờ tôi chứng kiến dư luận bi quan và bất mãn về hành động của một quốc gia là Nga như lúc này"-Phóng viên Nik Gowing của đài BBC tại Tbilisi[89]
- "Nước Nga không hề biết cách làm bạn với các nước láng giềng, họ chỉ biết biến những quốc gia ấy thành kẻ thù của chính mình"-George Kennan, nhà phân tích chính trị Gruzia.[90]